# Pierre Bergé
Pour les articles homonymes, voir Bergé et Pierre Bergé (homonymie).
Pierre Bergé est un homme d'affaires et mécène français, né le 14 novembre 1930 à Saint-Pierre-d'Oléron (Charente-Maritime) et mort le 8 septembre 2017 à Saint-Rémy-de-Provence (Bouches-du-Rhône). Il a notamment été actif dans le secteur de la haute couture en tant que président de la Chambre syndicale.
Compagnon du couturier Yves Saint Laurent, il l'aide à fonder la maison de couture du même nom. Il est élu, en 1974, à la présidence de la Chambre syndicale des couturiers et créateurs de mode. De 1977 à 1981, il dirige le théâtre de l'Athénée puis, de 1988 à 1993, préside l'opéra Bastille et est nommé « ambassadeur de bonne volonté de l'Unesco » en 1993. 
Soutien médiatique et financier du Parti socialiste, il a également milité en faveur des droits des homosexuels. Engagé dans la lutte contre le sida, il a cofondé l'association Sidaction dont il a été président jusqu'à son décès. Il a été propriétaire du magazine Têtu jusqu'en janvier 2013. En 2010, il prend le contrôle du quotidien Le Monde conjointement avec Xavier Niel et Matthieu Pigasse au travers d'une recapitalisation du groupe Le Monde.

## Biographie

### Jeunesse
Pierre Vital Georges Bergé naît à Arceau, hameau situé dans la commune de Saint-Pierre-d'Oléron, sur l'île d'Oléron, de parents devenus anarchistes après un passage militant par la SFIO de Léon Blum. Sa mère Christiane Sicard est soprano amateur et institutrice, adepte de la pédagogie Montessori. Elle meurt en 2015, à près de 108 ans. Son père est receveur des contributions. 
Très vite, la famille s'installe à La Rochelle (au 107, rue Gambetta puis au 17, chemin des Rochepierres), où il fréquente le lycée Fromentin. Adolescent, il est un habitué du Muséum d'histoire naturelle et devient même, à 15 ans, secrétaire général de la Société des sciences naturelles. Les dimanches, il aime flâner au marché populaire de La Pallice jouxtant la maison familiale. Marrakech lui rappellera plus tard les odeurs d'épices de son enfance. Il arrête ses études juste avant le baccalauréat.
À 18 ans, il part pour Paris avec l'intention d'être journaliste ou écrivain. Le 12 octobre 1948, jour de son arrivée dans la capitale, alors qu'il se promène sur l'avenue des Champs-Élysées, le poète Jacques Prévert chute accidentellement de la fenêtre d'un immeuble pour s'écraser sur le trottoir devant lui. Il s’intéresse très jeune à la littérature et devient marchand de livres en éditions originales. Il fréquente Mac Orlan, Cocteau — il deviendra par la suite titulaire du droit moral de l'œuvre de ce dernier — Aragon, Albert Camus, Sartre, Breton.
En 1950, il rencontre Bernard Buffet, il devient son compagnon et va gèrer la carrière du peintre pendant huit ans. Il rencontre également Jean Giono, qui va occuper dans sa vie une place importante. Reçu par Giono, à Manosque, il ébauche quelques bribes d'une biographie de ce dernier, pas très concluante.
À 19 ans, tenté par l'objection de conscience et pétri de lectures libertaires, il fonde le journal Patrie mondiale avec Garry Davis, porte-parole des « Citoyens du Monde ». Deux numéros seulement vont paraître.

### Maison de couture Yves Saint Laurent
En janvier 1958, il rencontre pour la première fois Yves Saint Laurent au défilé haute couture de la maison Dior. Ami du couturier éponyme, Pierre Bergé reste peu attiré par la mode, n'a jamais assisté à un défilé auparavant, mais se rend à cette présentation à la demande de Bernard Buffet. Il faudra attendre 1959 pour que Bergé et Saint Laurent deviennent amants. Yves Saint Laurent, sursitaire, reste peu de temps chez Dior. Appelé sous les drapeaux, il demande à être réformé et est hospitalisé au Val-de-Grâce. Licencié par Jacques Rouët, directeur général de Dior et soutien de l'Algérie française, Yves Saint Laurent est remplacé par Marc Bohan ; Pierre Bergé convainc Saint Laurent d'attaquer la maison Dior à ce sujet. Leur relation s'affirmera après la sortie d'Yves Saint Laurent de l'hôpital. Bergé entreprend, en 1960, de gérer la carrière du jeune homme de six ans son cadet et dont la première collection, Trapèze, a eu un fort retentissement dans l'univers de la mode deux ans auparavant. À l'hiver 1960, Pierre Bergé part avec Saint Laurent aux îles Canaries ; déjà leur relation est « houleuse ».
Yves Saint Laurent et Pierre Bergé décident alors d'ouvrir leur propre maison de couture, le caractère dur du second canalisant le tempérament timide et hédoniste du premier. Pour essayer de financer le projet, Yves Saint Laurent profite de ses indemnités de départ de chez Dior tandis que Pierre Bergé vend son appartement ainsi que des toiles de Bernard Buffet. Ils déménagent en 1961 place Vauban. Par la suite, Bergé loue temporairement un appartement rue La Boétie dans le 8e arrondissement de Paris, destiné à devenir lieu de travail pour le couturier. La création de l'entreprise, composée pour partie d'ouvrières venant de chez Dior, a lieu le jour de l'anniversaire de Pierre Bergé. Celui-ci gère, laissant à Saint Laurent toute liberté artistique. Mais la rentabilité est incompatible avec les coûts d'une maison de haute couture ; il convainc J. Mack Robinson (en) d'Atlanta de prendre des parts dans l'entreprise. Celle-ci doit rapidement s'agrandir et se déplace au 11 rue Jean-Goujon, puis au 30 bis rue Spontini ; c'est là qu'est présentée la première collection sous le nom du couturier, dont Pierre Bergé dira : « En dehors de celui où j'ai rencontré Yves, ce jour de 1962 est le souvenir le plus fort que j'ai gardé de notre vie commune. Nous avions des mois de lutte, de rêves, de travail derrière nous. ». Mais J. Mack Robinson est un homme d'affaires pressé par le besoin de rentabilité : il se retire, malgré le succès de cette collection, car la maison de couture reste déficitaire. Pierre Bergé doit chercher un nouvel actionnaire.
Au fil du temps, leur vie amoureuse est souvent troublée par des liaisons extérieures et par l'usage de drogues par Yves Saint Laurent ; Pierre Bergé va même menacer Jacques de Bascher, l'accusant d'entraîner son compagnon vers les paradis artificiels. Le couple vit dans leur appartement de la rue de Babylone jusqu'en 1976, date à laquelle Pierre Bergé déménage, épuisé par la toxicomanie de son amant. Il occupe d'abord une suite au Plaza Athénée, puis au Lutetia et enfin un hôtel particulier rue Bonaparte à partir des années 1990.
En 1966, voulant diversifier leurs activités et dans la tendance de ces années, Yves Saint Laurent et Pierre Bergé fondent avec Didier Grumbach Saint Laurent rive gauche, prêt-à-porter de luxe selon la formule suivante : modèles dessinés par le créateur, réalisés par un industriel extérieur et diffusés dans un réseau de boutiques franchisées.
Dans les coulisses des collections, les mannequins tremblent, dirigées d'une main de fer par ce patron « de gauche » qui se flatte d'avoir évité syndicats, comité d'entreprise et grèves, mais qui distribue une fois par an, sous forme de prime, une véritable manne. La maison Yves Saint Laurent défile même parfois à la Fête de l'Humanité. À l'extérieur, Bergé a la rancune tenace envers les journalistes et la procédure judiciaire tâtillonne, notamment pour contrefaçon (affaire Jacques Esterel en 1979).
Il est élu, en 1974, président de la Chambre syndicale des couturiers et créateurs de mode ; durant sa présidence, il fait entrer de nouveaux couturiers au sein de la chambre tels que Mugler ou Alaïa et développe le principe des défilés annuels dans la Cour carrée du Louvre. Il crée, en 1986, l’Institut français de la mode, centre de formation et d’expertise des professionnels de la mode et du textile, devenu une Grande école en 2006, dont il va assurer la présidence. Il en est ensuite écarté en raison de sa gestion autoritaire.
Le couple vend la maison Saint-Laurent en 1993 à Elf-Sanofi avec un profit très important,.
En 1994, Pierre Bergé est condamné à trois millions de francs d'amende pour délit d'initié par la Commission des opérations de bourse (COB), somme réduite à un million de francs en appel. En effet, il avait vendu en 1992 des actions Yves Saint Laurent juste avant la publication de résultats économiques alarmants,,. Cette décision fait ensuite jurisprudence en donnant à la COB la compétence pour sanctionner des délits d'initié, y compris si les transactions ont lieu à l'étranger pour des actions cotées en France. Au pénal, il obtient un non-lieu en 1995,.
L'activité haute couture de la maison Yves Saint Laurent ferme ses portes en 2002 à la suite du départ du couturier. Pierre Bergé rachète l'activité pour un euro afin d'en assurer au mieux le plan social.
Bergé signe un pacte civil de solidarité (PACS) avec Yves Saint Laurent, au domicile de ce dernier, peu de temps avant la mort du couturier.
Jusqu'à sa mort, Pierre Bergé est le président de la fondation Pierre-Bergé - Yves-Saint-Laurent, reconnue d’utilité publique en 2002, dont les missions sont la conservation de l’œuvre d’Yves Saint Laurent, l’organisation d’expositions et le soutien d’activités culturelles et éducatives. La fondation est inaugurée en 2004, avec l'exposition Yves Saint Laurent : dialogue avec l'art.

### Des années 1980 à sa mort

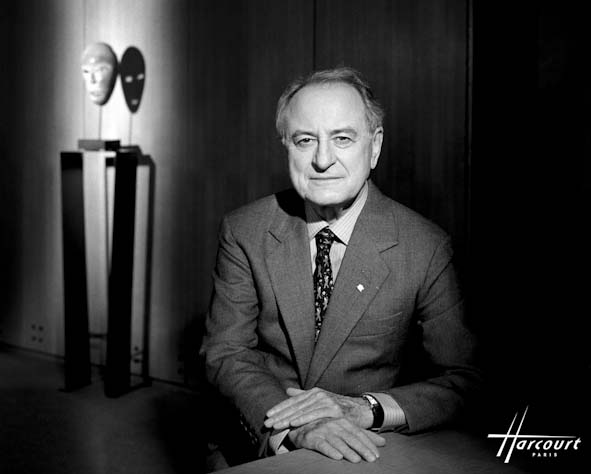
Pierre Bergé en 1998.

Passionné de théâtre et d’opéra, Pierre Bergé rachète, en 1977, le théâtre de l'Athénée Louis-Jouvet qu’il dirige, à perte, jusqu’en 1982 avant de le céder à l’État ; Jack Lang est alors ministre. Il crée, sous les combles, une petite salle conçue par Jacques Grange, baptisée du nom de Christian Bérard, consacrée au théâtre d’essai. Sous sa direction, le théâtre alterne les pièces classiques et la découverte de nouveaux talents. Il programme avec Danièle Cattand les « Lundis musicaux de l’Athénée » où se succèdent les plus grandes voix du monde jusqu’en 1989. Pierre Bergé produit des spectacles de Peter Shaffer, Antoine Vitez, Claude Régy, Marguerite Duras, Peter Brook, Robert Wilson et des concerts de John Cage et Philip Glass. En 1988, il est nommé, par le ministre de la Culture Jack Lang, président de l’Opéra de Paris, où il se fâche avec le chef Daniel Barenboim et ses confrères, qui dénoncent sa gestion « dictatoriale ». Il conserve ce poste jusqu’en 1994 avant d’en devenir président d’honneur.
En 2000, il devient PDG de la brasserie de luxe parisienne Prunier, spécialisée dans le caviar français. En 2001, il crée à Paris, rue Drouot, une société de vente volontaire, la maison Pierre-Bergé et associés, qui dispose également d'une antenne à Bruxelles, place du Grand Sablon.
À partir de 2004, il est président du comité Pierre-Mac-Orlan et est, à ce titre, titulaire exclusif du droit moral de Pierre Mac Orlan (c'est notamment lui qui délivre les autorisations d'exploitation de l'œuvre de l'écrivain).
Après l’ouverture de la maison Cocteau à Milly-la-Forêt, en juin 2010, par le comité Cocteau dont il est président, il engage, en 2011, la restauration de la maison Zola à Médan et la création du musée Alfred-Dreyfus par l’association Maison-Zola - Musée-Dreyfus, dont il est également le président. En 2011, Pierre Bergé possède une fortune estimée à 120 millions d'euros.
Il soutient le projet du biopic de Jalil Lespert consacré à son compagnon mort en 2008, Yves Saint Laurent, sorti en 2014, où lui-même est incarné par Guillaume Gallienne. Mais il s'emporte contre l'autre biopic, Saint Laurent de Bertrand Bonello, moins complaisant et consensuel, avec Jérémie Rénier qui le campe, et qu'il qualifie de "film méchant, homophobe". Bergé avait d'ailleurs bloqué "l'accès aux archives et aux robes de la collection" lors de la préparation du film de Bonello, qui reçoit néanmoins le César du costume en 2015.
En 2014, il révèle être atteint d'une myopathie.
Le 23 février 2016, sur le plateau de l'émission de Marc-Olivier Fogiel Le Divan, il révèle la mort de sa mère, Christiane Bergé, à l'âge de 107 ans. En 2016, sa fortune est estimée à 180 millions d'euros par le magazine Challenges.
Le 31 mars 2017, il épouse le paysagiste américain Madison Cox, vice-président de la fondation Pierre-Bergé - Yves-Saint-Laurent, avec qui il avait déjà été en couple huit ans par le passé.
Il meurt le 8 septembre 2017 à l'âge de 86 ans à Saint-Rémy-de-Provence, d'une tumeur cérébrale.

## Engagements

### Prises de position et politique
En 1984, il rencontre François Mitterrand, avec qui il se lie d’amitié et qu'il soutient. Quatre ans plus tard, il participe à tous ses meetings de campagne (contrairement à 1981). Pierre Bergé est président des Amis de l'institut François-Mitterrand.
En 1991, il fait partie des premiers membres du Comité Laïcité République.
En 1995, il soutient Jacques Chirac à l'élection présidentielle.
En 2001 et 2008, il soutient la gauche menée par Bertrand Delanoë aux élections municipales à Paris.
Soutien de Ségolène Royal à la présidentielle de 2007 il est présent à Villepinte à la présentation de son « pacte présidentiel », le 11 février 2007. Son soutien est aussi financier, il prend en charge le loyer du siège de la candidate : un appartement de 150 m2, boulevard Raspail, dans le 6e arrondissement de Paris). Pierre Bergé a créé l'Association des Amis de Ségolène Royal, en février 2008, qui lui permet d'occuper pour une somme symbolique des locaux au cœur du 6e arrondissement. Mais, le 3 mars 2011, il décide d'arrêter de financer ce bureau. Le 22 mars 2011, il confirme son soutien à la candidature de Ségolène Royal à la primaire présidentielle socialiste de 2011, mais affirme ne plus pouvoir la soutenir financièrement puisqu'à compter du 1er avril 2011 commence l'année pré-électorale et qu'il est interdit de donner plus de 7 500 € à un candidat à l'élection présidentielle.
En novembre 2009, Pierre Bergé déclare être atteint d'une myopathie. Il déclenche une polémique en accusant le Téléthon de « parasiter la générosité des Français d'une manière populiste ». Accusée notamment de ne pas utiliser tout de suite les dons reçus et d'effectuer des placements immobiliers, l'association française contre les myopathies (AFM) qui organise l'émission caritative dément les propos de Bergé. À la suite de ces attaques réitérées par l'homme d'affaires, l'AFM dépose une plainte pour diffamation en février 2010. Le 28 juin 2013, la 17e chambre du tribunal correctionnel de Paris le condamne à 1 500 € d'amende.
En 2009, il soutient Vincent Peillon et son courant L'Espoir à gauche et son Rassemblement social, écologique et démocrate selon le Figaro.
Le 17 décembre 2012, il prend position en faveur du mariage homosexuel et soutient la procréation médicalement assistée et la gestation pour autrui au profit des couples homosexuels. Il déclare « Nous ne pouvons pas faire de distinction dans les droits, que ce soit la PMA, la GPA ou l'adoption. Moi, je suis pour toutes les libertés. Louer son ventre pour faire un enfant ou louer ses bras pour travailler à l'usine, quelle différence ? C'est faire un distinguo qui est choquant ». Ces propos sont vivement critiqués dans les semaines qui suivent et provoquent une vive levée de boucliers chez de nombreux partisans du mariage gay, qui se démarquent d'une telle prise de position.
Le 16 mars 2013, sur Twitter, Pierre Bergé retweete le message suivant : « si une bombe explose sur les Champs à cause de #laManifPourTous, c'est pas moi qui vais pleurer ». Ce retweet déclenche de vives réactions. Pour La Manif Pour Tous, il s'agit d'une incitation à des actes de terrorisme. Le 21 juin suivant, dans l'émission Le Petit Journal, il revient sur cet épisode en déclarant qu'il est « non-violent ».
Le 26 septembre 2013, il se déclare favorable à la suppression de toutes les fêtes chrétiennes en France.
Le 30 mars 2016, il critique les créateurs de mode islamique qui participent, selon lui à l'« asservissement » de la femme. Toutefois dans les années 1960, Pierre Bergé et Yves Saint-Laurent vendaient des vêtements de style oriental et affichaient des femmes voilées dans leurs catalogues.
En novembre 2016, à l'occasion de la primaire de la droite et du centre, il assimile les électeurs de François Fillon à la « France pétainiste ».
Fin janvier 2017, Pierre Bergé annonce sur son compte Twitter son soutien au candidat à l'élection présidentielle Emmanuel Macron[source insuffisante].

### Presse et médias
Pierre Bergé est présent à partir des années 1980 dans les médias.

#### Globe
Il lance, début 1987, le magazine Globe qui soutient la candidature de François Mitterrand en 1988. En 1993, il aide au lancement du magazine Globe Hebdo qui, déficitaire, arrêtera ses activités en 1994.

#### Têtu, Pink
Il fonde, en 1990, avec Jacques Rosselin, Courrier international puis le magazine gay Têtu, en 1995, dont il se désengage début 2013. Il fut également l'un des actionnaires de Pink TV, chaîne de télévision payante ciblant un public homosexuel, avant de se retirer.

#### Le Groupe La Vie - Le Monde
En juin 2010, il s'associe avec Xavier Niel et Matthieu Pigasse pour prendre une participation majoritaire dans le groupe La Vie-Le Monde (Le Monde, Courrier international, Télérama…). En septembre 2010, il fait voter une augmentation de capital ainsi que la perte de contrôle du groupe par ses salariés actionnaires et internes (dont les journalistes).
Le 15 décembre 2010, Pierre Bergé devient président du conseil de surveillance du Monde SA et de la SEM (Société éditrice du Monde) en remplacement de Louis Schweitzer.
En contrepartie de cette évolution capitalistique, une charte d'éthique et de déontologie du Groupe La Vie - Le Monde est adoptée, annexée aux statuts de la société éditrice et signée par chacun des actionnaires qui garantit l'indépendance et la liberté des rédactions par rapport aux actionnaires. Il y est notamment précisé que « l'indépendance éditoriale… à l'égard de ses actionnaires… est la condition nécessaire… Aucun texte ne peut leur être imposé, aucune orientation ne peut leur être dictée… ».
Après le rachat du groupe Le Monde, plusieurs incidents émaillent les relations entre Pierre Bergé et les rédactions. Ainsi, début mars 2011, dans un courrier électronique adressé à Érik Izraelewicz, directeur du Monde, il dénonce un article consacré à François Mitterrand comme « immonde, à charge, digne d'un brûlot d’extrême droite », une « honte, qui n'aurait jamais dû être publié ». Il ajoute : « je regrette de m'être embarqué dans cette aventure. Payer sans avoir de pouvoirs est une drôle de formule à laquelle j'aurais dû réfléchir ! Je considère que, contrairement à ce que j'ai VOULU et à ce qu'ils prétendent, les journalistes du Monde ne sont pas libres, mais prisonniers de leurs idéologies, de leurs règlements de compte et de leur mauvaise foi. Tout cela est très grave ».
Au sujet du projet de loi établissant le mariage homosexuel, il reproche au quotidien d'avoir publié une page publicitaire pour « La Manif pour tous », le 11 avril 2013, puis attaque, en juillet 2013, devant le Conseil de surveillance qu'il préside, le directeur de la rédaction de La Vie au sujet d'un éditorial défavorable à cette loi. Pierre Bergé est à nouveau menaçant : « Je ne suis pas obligé de supporter [l'éthique] de la Vie que je combats tous les jours. Oui, je serais heureux que ce journal ne fasse plus partie du Groupe ». Ce qui ne peut se faire sans l'aval des deux autres actionnaires majoritaires, Xavier Niel et Matthieu Pigasse. Au sein du groupe de presse, les réactions sont vives. Le « Pôle d'indépendance » qui regroupe les autres actionnaires, les sociétés des rédacteurs et les sociétés du personnel « rappelle », dans un communiqué de presse diffusé le lendemain, « que la définition de la ligne éditoriale des titres et sites du groupe est du ressort exclusif des directeurs des rédactions et de leurs équipes rédactionnelles ».
Le 3 octobre 2013, Pierre Bergé critique sévèrement le supplément littéraire du Monde, estimant qu'on n'y parle pas de livres et avouant préférer celui du Figaro. Le conseil de gérance de la Société des rédacteurs du Monde a alors déploré que Pierre Bergé « tente d'intervenir dans la ligne rédactionnelle du journal par des propos blessants à l'encontre du Monde des Livres et de l'ensemble de ses collaborateurs ».
En décembre 2014, il insulte le critique littéraire Éric Chevillard. Commentant cette nouvelle attaque à l'encontre de salariés du journal, le spécialiste de la presse Benjamin Dormann dénonce la « quasi immunité médiatique qui l’autorise à manquer de respect à des salariés, à en menacer, et en insulter d’autres ; le tout sans conséquence aucune, puisqu’il tient le chéquier ».

### Sidaction
Militant de la cause homosexuelle, il s'engage également dès le début des années 1980 dans la lutte contre le SIDA en présidant l'association Arcat Sida. En 1994, il participe avec Line Renaud à la création de l'association Ensemble contre le SIDA qui prendra le nom de
Sidaction. Il en devient le président en 1996. Sidaction est l'une des principales associations de lutte contre le sida en Europe. Pierre Bergé montre un attachement profond à ce combat : une partie du résultat de la vente de la collection Yves Saint Laurent - Pierre Bergé qui rapporte, en février 2009, près de 375 millions d'euros va à la recherche contre le SIDA. Le Fonds de dotation Pierre-Bergé, qui voit également le jour en 2009, inscrit la lutte contre le SIDA dans la durée en versant deux millions d’euros par an pendant cinq ans.
Pierre Bergé soutient par ailleurs activement des associations comme Act Up-Paris et SOS Racisme. À ce titre, il finance le film 120 Battements par minute (2017).

### Soutien de la dissidence chinoise
Pierre Bergé offrit aux étudiants chinois, exfiltrés après les manifestations de la place Tian'anmen, la Maison chinoise de la démocratie au 21 de la rue de Tournon, à Paris. À la demande des dissidents chinois, il en fut le président.

### Mécénat
« Pour mécéner, il faut aimer » : nommé Grand Mécène des Arts et de la Culture en 2001, Pierre Bergé soutient des projets de cœur, comme l’acquisition du tableau Saint Thomas à la pique de Georges de La Tour par le musée du Louvre en 1988, la rénovation de deux salles de la National Gallery à Londres en 1998, qui portent le nom d’Yves Saint Laurent et de Pierre Bergé, la rénovation et les aménagements intérieurs des collections historiques du Centre national d'art et de culture Georges-Pompidou ou l’exposition Picasso érotique au Jeu de Paume à Paris en 2001. Il préside le Cercle des Amis du Ring, créé à l’occasion de la présentation du cycle wagnérien à l’Opéra national de Paris en 2010-2011. Pierre Bergé est le mécène principal de la carte blanche Les visages et les corps, donnée à Patrice Chéreau par le musée du Louvre en 2010, et préside la même année le Festival Normandie Impressionniste.

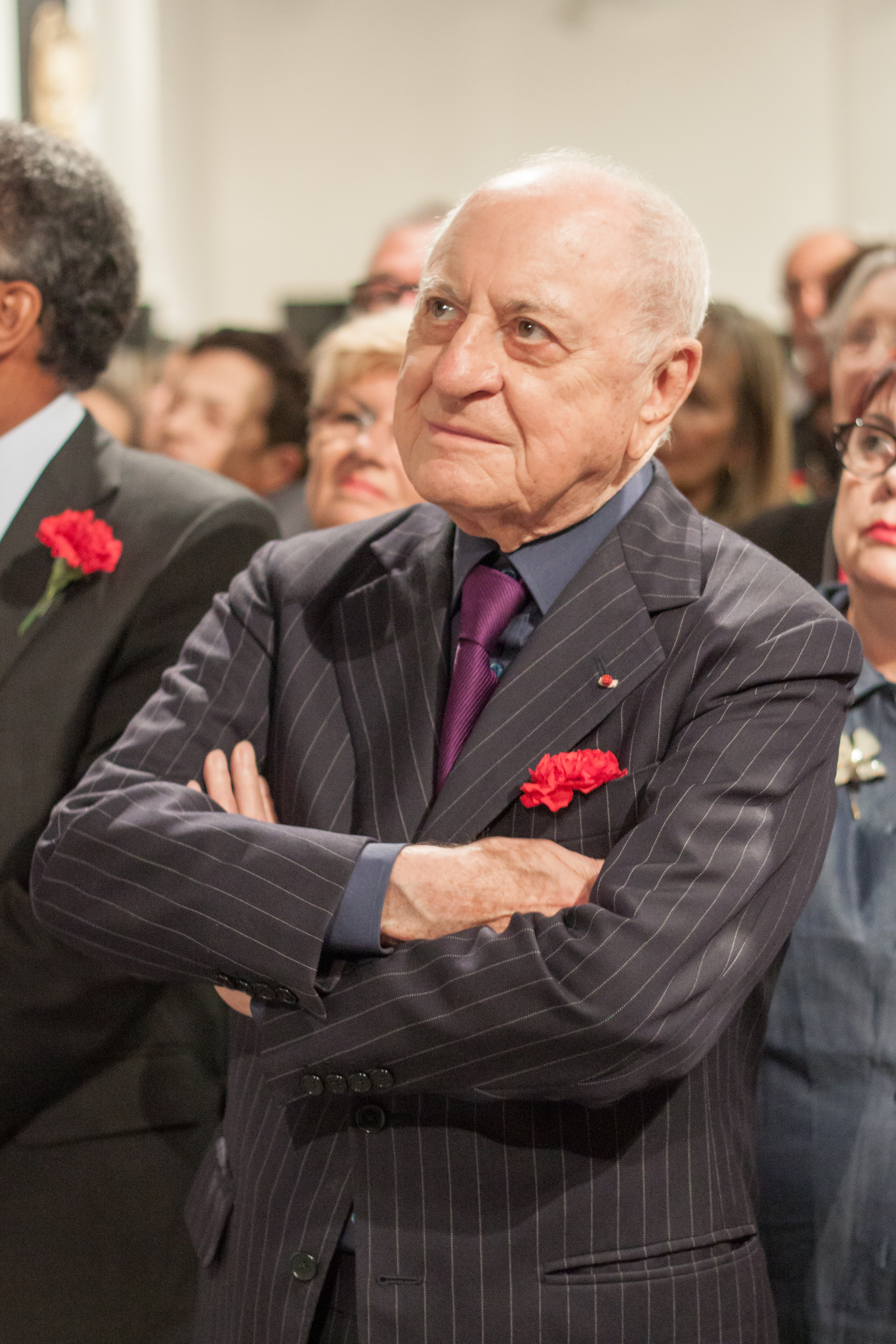
Pierre Bergé en septembre 2012 visitant une exposition consacrée à Stendhal.

Pierre Bergé est nommé « ambassadeur de bonne volonté de l'Unesco » en 1993. Il finance aussi les fondations de Danielle Mitterrand et la fondation de l'université d'Avignon et des Pays de Vaucluse présidée par Emmanuel Ethis qu'il accompagnera durant ses deux mandats au Conseil d'administration de ladite université. En 1999, il évite la dispersion de la « plus grande collection privée de vinyles de France » en finançant la Fondation Armand Panigel.

### Vente de la collection Yves Saint Laurent - Pierre Bergé
Pierre Bergé possédait avec Yves Saint Laurent un duplex situé 55, rue de Babylone dans le 7e arrondissement de Paris, le château Gabriel, près de Deauville, vendu en 2007, la villa Majorelle et le jardin Majorelle à Marrakech et de nombreuses œuvres d'art : Goya, Braque, Cézanne, Matisse ou encore Ensor.
Au décès d'Yves Saint Laurent, le 1er juin 2008, Pierre Bergé décide de mettre en vente la vaste collection d’art rassemblée par Yves Saint Laurent et lui-même. La vente aux enchères, surnommée « vente du siècle » par les médias, a lieu du 23 au 25 février 2009 et rapporte 373,5 millions d'euros au profit de la fondation Pierre-Bergé - Yves-Saint-Laurent et de la lutte contre le sida. La Chine a demandé en vain la restitution de deux têtes d'animaux en bronze (un rat et un lapin) volées par des soldats français durant l'incendie de l'ancien Palais d'Été des empereurs de Chine à Pékin lors de la Seconde guerre de l'opium en 1860. L’homme d’affaires a déclaré : « Moi, je suis prêt à offrir ces têtes en bronze au gouvernement chinois tout de suite. Il leur suffit de déclarer qu'ils vont appliquer les droits de l'homme, rendre la liberté aux Tibétains et accepter le dalaï-lama sur leur territoire ».
Il offre par ailleurs certaines des œuvres gracieusement, ou à moitié prix, au musée du Louvre et au musée d'Orsay. Le Portrait de Luis María de Cistué y Martínez, par Francisco de Goya, fait par exemple l'objet d'un don au premier établissement.

## Distinctions
- Grand officier de la Légion d'honneur
- Officier de l'ordre national du Mérite
- Commandeur des Arts et des Lettres
- Officier de l'ordre d'Orange-Nassau (Pays-Bas)
- Grand-croix de l'ordre du Ouissam alaouite (Maroc) depuis décembre 2016[70]

## Publications
- Liberté, j'écris ton nom, Paris, Grasset, 1991
- Inventaire Mitterrand, Paris, Stock, 2001
- Les jours s'en vont, je demeure, Paris, Gallimard, 2003 présentation en ligne
- Théâtre du Châtelet. Un festival permanent (1999-2006) de Pierre Bergé et René Sirvin, photographies Marie-Noëlle Robert, Paris, éditions Cercle d'art, 2006
- Jean Cocteau, Paris, Gallimard, 2006, série "Albums de la Pléiade"
- L'Art de la préface, Paris, Gallimard, 2008
- Histoire de notre collection, Pierre Bergé-Yves Saint Laurent, avec Laure Adler, Arles, Actes Sud, 2009
- Lettres à Yves, Paris, Gallimard, 2010

- Yves Saint Laurent, Une passion marocaine, Paris, éditions de la Martinière, 2010
- Saint-Laurent rive gauche, la révolution de la mode, avec Jéromine Savignon, Paris, la Martinière, 2011

Candidat à l'Académie française pour occuper le fauteuil de Bertrand Poirot-Delpech, Pierre Bergé a été battu lors du scrutin du 22 mai 2008 (sept voix contre seize à Jean Clair).

### Note
1. ↑  Dans une interview, Pierre Bergé résume ainsi sa jeunesse : « J'arrive à Paris à dix-huit ans. Prévert m'est littéralement tombé sur la gueule, défenestré, au milieu des Champs-Élysées. […] Je rencontre Garry Davis et je deviens citoyen du monde. Je publie un journal qui tire à deux exemplaires parce qu'on n'a pas un sou, je traîne dans des milieux que j'aime profondément parce que ce journal plaît à André Breton, Camus ou Sartre que je côtoie. Là dessus, je rencontre Bernard Buffet avec qui je vis une grande histoire d'amour. J'avais dix-neuf ans. Je vais passer une journée chez Giono et j'y reste des années[9]. »